# 국가 생물다양성 네트워크
국가 생물다양성 네트워크(National Biodiversity Network(UK), NBN)는 2000년에 영국에서 설립된 협력 벤처로 NBN의 데이터 검색 웹사이트인 NBN Atlas를 통하는 것을 포함한 다양한 매체를 통해 생물다양성 정보를 이용할 수 있도록 하는 것을 목적으로 한다.

## 설명
최대 60,000명이 영국과 아일랜드에서 일상적으로 생물다양성 정보를 기록하는 것으로 추정된다. 이러한 노력의 대부분은 자발적이며 약 2,000개의 국가 협회 및 기록 체계를 통해 조직되어 있다. 영국 정부도 기관을 통해 생물다양성 데이터를 수집하며 이 데이터의 수집 및 해석을 위한 주요 요소 중 하나는 '지역 환경 기록 센터'(Local Environmental Records Centres)의 네트워크이다.
2012년에는 영국에서 가장 많은 기부금을 모금한 상위 1,000개 자선단체에 이름을 올렸다.

## NBN 트러스트
네트워크 구축을 촉진하는 조직인 NBN 트러스트는 생물다양성 데이터의 수집, 대조 및 교환에 대해 합의된 표준을 지원하고 향상된 액세스를 장려하고 있다. 현재 파트너십은 200개가 넘는 공공 및 자원 봉사 단체와 개인 회원으로 구성되어 있다.
NBN Atlas는 현재 900개가 넘는 데이터 세트로부터 2억 3천만 종 이상의 기록을 보유하고 있다(2020년 9월). NBN Atlas의 데이터는 영국, 북아일랜드 및 맨 섬(Isle of Man)의 야생 동물에 관심이 있는 사람이라면 누구나 액세스할 수 있으며 다양한 대화형 도구를 사용하여 분포 지도를 보고 데이터를 다운로드할 수 있으므로 다양한 수준에서 검색할 수 있다. 지도는 날짜 범위별로 사용자 정의할 수 있으며 종 분포의 변화를 표시할 수 있다.
이 조직은 디지털화되고 교환 가능한 형태로 야생 동물 데이터에 액세스할 수 있는 도구를 제공하고 사람들이 필요로 하는 정보에 쉽게 액세스할 수 있도록 함으로써 현재와 미래 세대를 위해 자연 환경을 보호하기 위한 현명한 결정을 내릴 수 있다고 믿고 있다.
2017년 4월에 NBN Atlas가 NBN Gateway를 대체했다.

## 팀
국가 생명다양성 네트워크 트러스트(National Biodiversity Network Trust)는 성장과 개발을 촉진하고 조정하는 '사무국'이라고 불리는 팀을 운용하고 있다.  NBN Trust는 등록된 자선 단체이다.